# Erythrodiplax diversa
Erythrodiplax diversa är en trollsländeart som först beskrevs av Luisa Eugenia Navas 1916.  Erythrodiplax diversa ingår i släktet Erythrodiplax och familjen segeltrollsländor. IUCN kategoriserar arten globalt som otillräckligt studerad. Inga underarter finns listade i Catalogue of Life.